# Kanton Belz
Der Kanton Belz war bis 2015 ein französischer Wahlkreis im Arrondissement Lorient, im Département Morbihan und in der Region Bretagne. Sein Hauptort war Belz.

## Gemeinden
Der Kanton Belz umfasste fünf Gemeinden:
| Gemeinde      | Bretonisch    | Einwohner (2022) | Fläche (km²) | Code postal | Code Insee |
| ------------- | ------------- | ---------------- | ------------ | ----------- | ---------- |
| Belz          | Belz          | 3.869            | 15,67        | 56550       | 56013      |
| Erdeven       | An Ardeven    | 3.987            | 30,64        | 56410       | 56054      |
| Étel          | An Intel      | 2.058            | 1,74         | 56410       | 56055      |
| Locoal-Mendon | Lokoal-Mendon | 3.529            | 39,97        | 56550       | 56119      |
| Ploemel       | Pleñver       | 3.109            | 25,16        | 56400       | 56161      |
| Kanton        | Belz          | 14.912           | 113,18       | -           | 5604       |

## Bevölkerungsentwicklung
| 1962   | 1968   | 1975   | 1982   | 1990   | 1999   | 2006   | 2012   |
| ------ | ------ | ------ | ------ | ------ | ------ | ------ | ------ |
| 11.422 | 11.465 | 11.207 | 11.509 | 12.014 | 12.206 | 13.886 | 14.912 |